# Sultanato di Gheledi
Il sultanato di Gheledi (in somalo Saldanadda Geledi, in arabo سلطنة غلدي) fu un regno somalo che dominò su parte del Corno d'Africa tra la fine del XVII secolo e l'inizio del XX. Venne fondato dal militare Ibrahim Ader (Ajder o Aider), appartenente alla tribù dei Gheledi, che sconfisse vari vassalli del sultanato degli Agiuran e fondò la casata dei Gobron. Il regno godette di un periodo di grande floridità fino alla metà del XIX secolo, per poi decadere fino all'annessione nel 1910 nella Somalia Italiana.

## Storia

### Origini
Sul finire del XVII secolo, il sultanato degli Agiuran era all'apice del suo declino, e vari vassalli ne approfittarono per dichiarare la propria indipendenza o essere assorbiti da altri potentati somali. Uno di questi stati era il Sultanato di Seles, che iniziò a consolidare il proprio potere sulla regione di Afgoi. Ibrahim Ader, esponente del clan Gheledi, guidò una rivolta contro il sovrano di Seles Omar Abrone e la sua dispotica figlia, la principessa Fay. In seguito alla sua vittoria contro i Seles, Ibrahim si proclamò sultano, fondando di conseguenza la dinastia di Gobron ed il Sultanato di Gheledi.

### Apice
Il Sultanato fu un regno Rahanuin governato dalla nobile tribù dei Gheledi, che controllava l'intero bacino del fiume Giuba e parte dello Uebi Scebeli. La dinastia raggiunse il proprio apice sotto il regno di Yusuf Mahamud Ibrahim, che consolidò con successo il potere di Gheledi durante le guerre contro Bardera (1843) e di Ahmed Iusuf, che costrinse alcune potenze regionali, come il Sultanato di Mascate e Oman, a pagare dei tributi.

### Decadenza e caduta
A partire dalla metà del XIX secolo, lo stato conobbe un periodo di continua decadenza. Il sultanato divenne un protettorato nell'orbita della Somalia italiana (1908), a cui venne definitivamente annesso con la morte di Osman Ahmed nel 1910.

## Sovrani

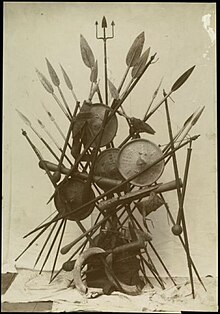
armi somale della cabila rahanweyn di spicco nel sultanato

| # | Sultano               | Regno                              | Note |
| - | --------------------- | ---------------------------------- | --- |
| 1 | Ibrahim Ader          | Fine XVII secolo–metà XVIII secolo | Fondatore del sultanato di Gheledi e della dinastia dei Gobroon. |
| 2 | Mahamud Ibrahim       | Metà del XVIII secolo-1828         | Figlio del precedente. |
| 3 | Yusuf Mahamud Ibrahim | 1828–1848                          | Figlio del precedente. Inizio dell'età d'oro di Gheledi. |
| 4 | Ahmed Iusuf           | 1848–1878                          | Figlio del precedente. Riscosse con la forza tributi da parte del Sultanato di Mascate e Oman nella città costiera di Lamu. Dominò il commercio dell'Africa orientale, dove sconfisse e liberò altri sultanati dominati da quello di Zanzibar. |
| 5 | Osman Ahmed Iusuf     | 1878-1910                          | Figlio del precedente. Il suo regno segnò la decadenza e la caduta del Sultanato di Gheledi. |